# Hangend dal

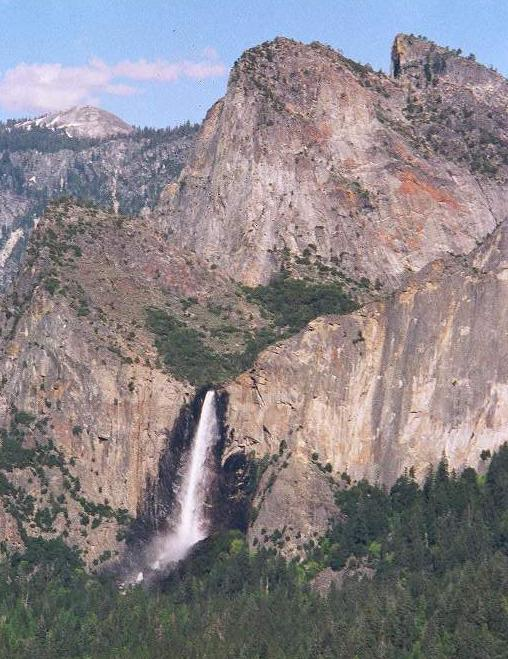
Hangend dal in Yosemite National Park

Een hangend dal is een zijvallei die op een hoofdvallei aansluit met een plots hoogteverschil. Ze zijn meestal een resultaat van gletsjererosie, en ontstaan wanneer een zijgletsjer aansluit op een hoofdgletsjer. De hoofdgletsjer heeft een sterkere eroderende kracht dan de zijgletsjer waardoor hij een dieper dal uitslijt dan de zijgletsjer. Ook kan het gebeuren dat de hoofdgletsjer veel langer bestaan heeft dan de zijgletsjer, zodat hij langer de tijd had om een diep dal uit te slijpen.
Als de gletsjers inmiddels verdwenen zijn, bevindt zich op de overgang tussen beide dalen meestal een waterval.

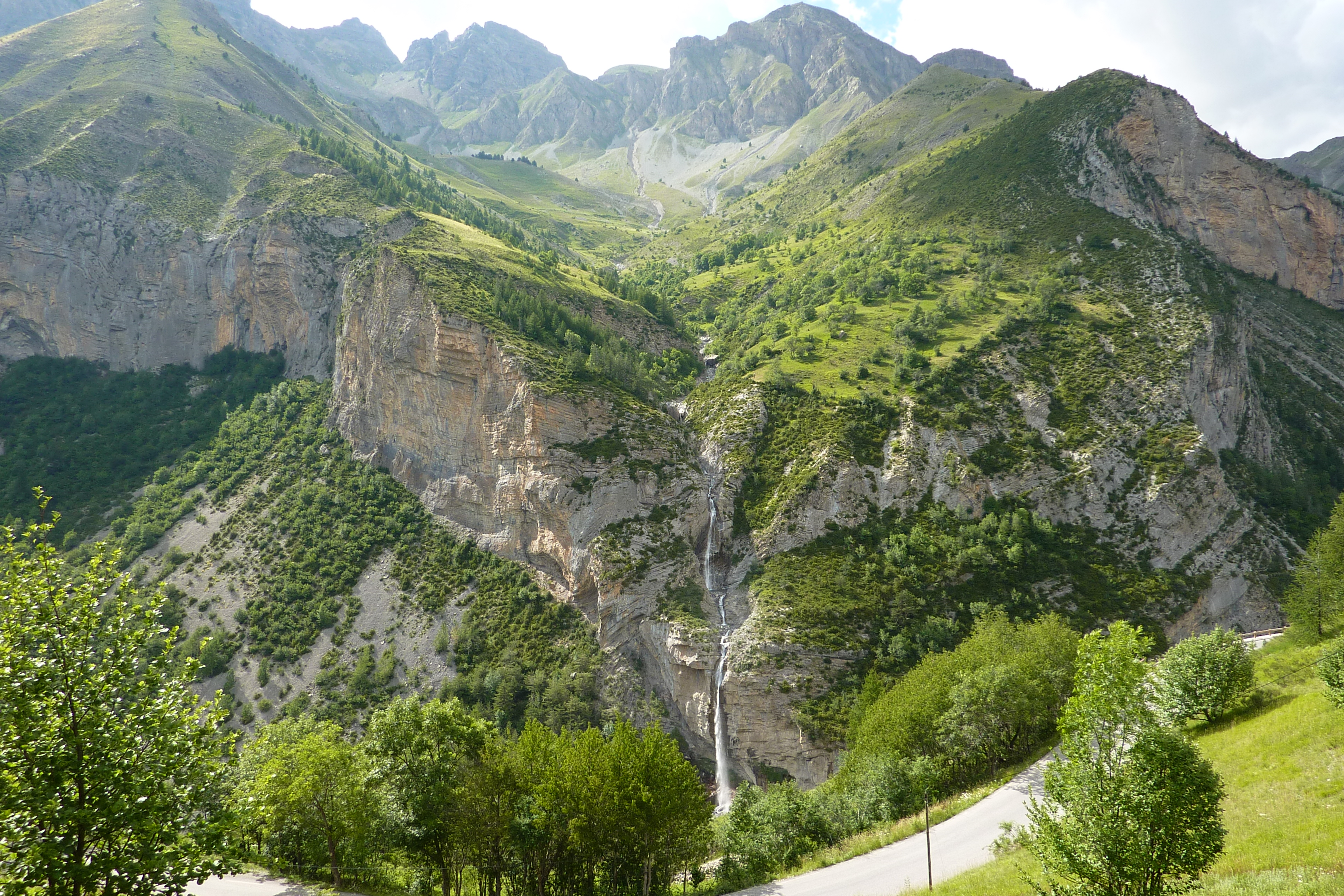
Hangend dal van Aiglière in de Franse Zee-Alpen
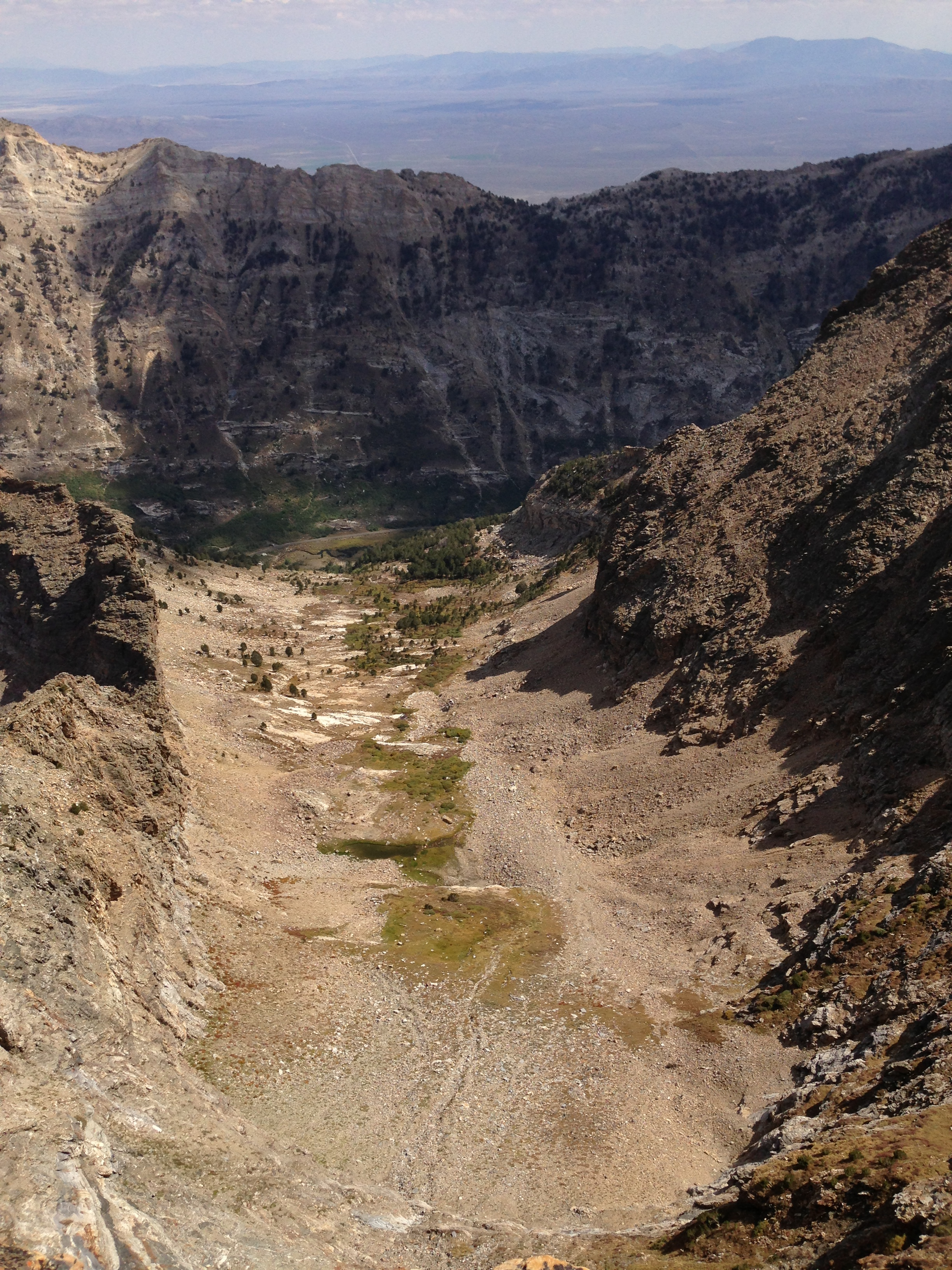
Zicht op een hangend dal in de Amerikaanse Ruby Mountains (Nevada)

beekdal · doorbraakdal · droogdal · fjord · hangend dal · kloof · reculée · ría · riftvallei · rivierdal · trogdal · V-dal · wadi